# Alharite ibne Abedalá Alazedi
Alharite ibne Abedalá Alazedi (al-Harith ibn Abd Allah al-Azdi), também referido em fontes como Alharite ibne Abde, Alharite ibne Anre e Alharite ibne Abde Anre (fl. 665-677), foi o governador omíada de Baçorá por quatro meses no início de 665, sob o califa Moáuia I (r. 661–680). Mais tarde, serviu como governador de seu território natal, a Palestina, e / ou comandante das tropas palestinas em meados da década de 670.

## Vida
Alharite ibne Anre era um membro da tribo azedita da Palestina, onde os azeditas constituíam uma proporção significativa da população árabe do distrito. Na primavera de 665, Moáuia nomeou Alharite governador de Baçorá no lugar de Abedalá ibne Amir. Alharite fez de Abedalá ibne Anre ibne Gailã o chefe de sua xurta (tropas selecionadas). Segundo o historiador Tabari (falecido em 923), foi nomeado por Moáuia como substituto para abrir caminho para Ziade ibne Abi, que se tornou governador quatro meses depois de Alharite. Os historiadores Patricia Crone e Moshe Gil o identificaram como o "Alharite ibne Abde" mencionado como o governador da Palestina sob o Moáuia nos papiros árabes e gregos de Nitzana, datados de outubro de 674 - fevereiro 677. As fontes tradicionais muçulmanas o mencionam como o comandante das tropas da Palestina sob Moáuia.